# Джеремі Флемінг
Сер Джеремі Ян Флемінг — є директором Головного управління урядового зв'язку, британського агентства з розвідки, кібербезпеки та безпеки. Він був призначений у 2017 році і став 16-ою людиною, яка займає цю роль.
Нагороджений рицарським Орденом Лазні у 2017 р.

### MI5
Флемінг приєднався до MI5 у 1993 році. Він отримав великий оперативний, слідчий та лідерський досвід у повному спектрі робіт у сфері національної безпеки. Він допоміг сформувати реакцію MI5 на терористичні атаки в Лондоні в 2005, керував переглядом і публікацією урядової стратегії боротьби з тероризмом,  отримав посаду помічника генерального директора, щоб керувати підготовкою MI5 до Олімпійських ігор у Лондоні 2012.

### Війна в Україні
Під час візиту до Австралійського національного університету 31 березня 2022 року Флемінг говорив про вторгнення Росії в Україну. Він віддав належне українському персоналу з кібербезпеки та пообіцяв продовжувати підтримку.